# Svatba prince Williama a Catheriny Middletonové

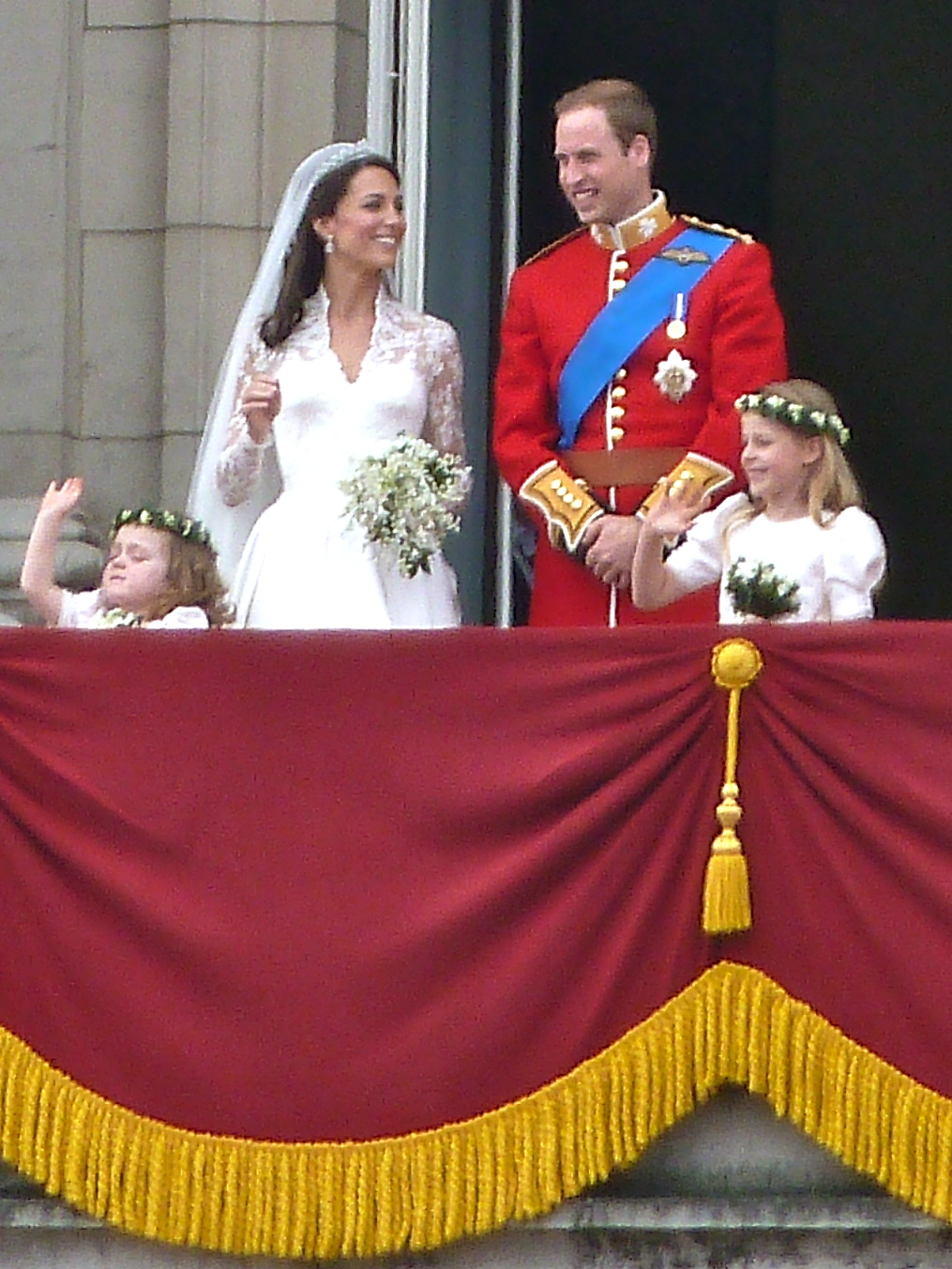
Jejich královské výsosti princ William, vévoda z Cambridge a Catherine, vévodkyně z Cambridge

Svatba prince Williama, vévody z Cambridge a Catherine Elizabeth Middletonové byla oficiálně oznámena 16. listopadu 2010. Svatba se uskutečnila 29. dubna 2011 ve Westminsterském opatství v Londýně. Na tento den byl ve Spojeném království vyhlášen státní svátek.
Princ William, druhý v pořadí v následnictví na britský trůn a Catherine Middletonová se zasnoubili v říjnu 2010 během soukromé návštěvy Keni. Kate dostala zásnubní prsten po princezně Dianě.
Svědkem prince Williama byl jeho mladší bratr Harry, svědkyní Kate byla její mladší sestra Pippa. Podle odhadů mělo královskou svatbu sledovat až 2 miliardy lidí, ale ve skutečnosti dosáhla sledovanosti pouhých 240 milionů.

## Časový harmonogram svatby

Trasa páru z Buckinghamského paláce na obřad ve Westminsterském opatství a zpět

Poznámka: Časy jsou uvedeny v britském letním čase (UTC+1).
- 8:30 – příjezd prvních hostů do Westminsterského opatství
- 10:45 – příjezd královské rodiny
- 11:00 – začátek obřadu
- 12:15 – odjezd novomanželů do Buckinghamského paláce
- 12:30 – první recepce
- 19:00 – druhá recepce, po ní ples

## Pozvaní hosté
Na svatbě bylo přítomno mnoho hostů. Pozvaní byli členové většiny královských rodin z Evropy i z ostatních světových monarchií, předseda britské vlády s manželkou, premiéři a guvernéři zemí britského Commonwealthu, a mimo jiné i Elton John, David Beckham s manželkou Victorií, Rowan Atkinson, Paul McCartney, Guy Ritchie a další.

## Snubní prsten
Snubní prsten Kate Middletonové byl v souladu s tradicí z roku 1923 vyroben z velšského zlata, které pochází z dolu Clogau nedaleko Anglesey, současného místa bydliště prince Williama. Prsten páru darovala královna Alžběta II. Na rozdíl od nevěsty nebude princ William nosit snubní prsten.

## Předmanželská smlouva
Z počátku se objevily informace, že Kate podepsala předmanželskou smlouvu, na základě které by v případě rozvodu ztratila vliv na výchovu svých dětí, ztratila veškeré tituly získané sňatkem a označení Její královská výsost, nesměla by obývat žádnou z královských rezidencí a sídel a získala by jednorázové odstupné 17 milionů liber a pravidelný měsíční důchod.
Na uzavření této smlouvy měl údajně naléhat otec ženicha, Charles, na základě vlastních zkušeností z manželství s Princeznou Dianou. Buckinghamský palác nicméně oficiálně potvrdil, že smlouva uzavřena nebyla, neboť s ní William nesouhlasil s prohlášením, že Kate miluje a bezvýhradně jí důvěřuje.

## Kritika
Podle některých komentátorů se různá opatření učiněná v Londýně kvůli svatbě neslučují s demokracií. Znemožněno bylo například vyvěšení transparentů britských republikánů.